# Crème d'Isigny
Crème d'Isigny est une appellation d'origine française désignant une crème fraîche élaborée avec du lait de vache transformé dans la région d'Isigny-sur-Mer dans les bassins versants de cinq cours d'eau se jetant dans la baie des Veys, portant sur une région de 109 communes dans la Manche et 83 communes dans le Calvados.
Le lait cru contenant au moins 40 g/l de matière grasse est acheté aux agriculteurs. Il est collecté de 24 à 48 heures après la traite des vaches pour être acheminé vers les usines de transformation laitières où il est écrémé. La crème obtenue est alors ensemencée de ferments lactiques.
L'appellation d'origine désignant cette transformation agro-alimentaire est protégée par AOC depuis 1986.